# Workman Publishing
Workman Publishing est une maison d'édition américaine appartenant à Hachette Livre et fondée en 1968 à New York par Peter Workman. Spécialisée dans les calendriers et les ouvrages de vie pratique (cuisine, jardinage, voyage, développement personnel, etc.), elle publie également de la fiction.

## Histoire
En août 2021, Hachette Livre annonce l'acquisition de Workman Publishing pour 240 millions de dollars,.